# Alberto Guerrero
Antonio Alberto García Guerrero (La Serena, Chile; 6 de febrero de 1886-Toronto, Canadá; 7 de noviembre de 1959) fue un compositor chileno, pianista y profesor. Recordado principalmente por ser el mentor del pianista canadiense Glenn Gould, García influyó en varias generaciones de músicos a través de sus muchos años de enseñar en el Conservatorio de Música de Toronto.

## Biografía
Nacido en La Serena, Chile, García aprendió a tocar el piano de manera autodidacta, ayudado por su madre y su hermano mayor Daniel. En los primeros años de la década de 1890 la familia se mudó a vivir a Santiago, ciudad en la que García entró a formar parte de un grupo de artistas e intelectuales llamado Los Diez. Su talento como compositor y como pianista influyó en la promoción de una reforma en la vida musical chilena. Su hermano Eduardo empezó a trabajar como crítico de música en el diario El diario ilustrado, en donde Alberto contribuyó con artículos y revisiones. En 1915 publicó un tratado de música titulado La armonía moderna, ahora perdido.
García introdujo a la audiencia chilena a la música moderna de la época, incluyendo trabajos de Debussy, Ravel, Cyril Scott, Scriabin y Schoenberg. Fundó la primera orquesta sinfónica en Santiago en la cual fue director, y fue un gran impulsor de la Sociedad Bach en 1917.
En 1918, durante su luna de miel a Nueva York, García entró en contacto con miembros de la familia Hambourg, quien le invitó para enseñar en el recientemente establecido Hambourg Conservatory en Toronto. García aceptó esta posición y emigró a Canadá con su mujer e hija el año siguiente.
En Toronto, García actuó unos cuantos años con el Trío Hambourg (reemplazando al pianista Mark Hambourg). Durante los siguientes años se enfocó en la técnica de piano y la pedagogía, a la par expandiendo su repertorio para incluir trabajos desde Purcell hasta Les Seis. García tocaba regularmente radio recitales, medio tecnológico altamente innovador en el tiempo, empezando a mitades de la década de 1920 y hasta los primeros años de 1950. Su presencia en la radio lo convirtió en uno de los pianistas más activos de Canadá. También inició un ciclo de recitales desde 1932 a 1937. En cada ciclo, cuatro o cinco recitales cubrirían a menudo trabajos poco interpretados de Bach, Scarlatti, Haydn, Mozart, compositores españoles del siglo XVIII, compositores franceses del siglo XX y obras de Stravinsky. Las piezas de Bach incluyeron las invenciones completas y sinfonías, así como las Variaciones Goldberg, todo lo cual sería más tarde popularizado por su alumno Glenn Gould. García se presentó en varios conjuntos de música de cámara con músicos como Frank Blachford (violín), Leo Smith (chelo), Harold Sumberg (violín) y Cornelius Ysselstyn (chelo). Por más de una década, fue miembro de The Five Piano Ensemble.
En 1922, García dejó el Hambourg Conservatory para unirse al Conservatorio de Música de Toronto (Royal Conservatory of Music), donde  trabajó hasta sus últimos días en Toronto en 1959, estableciéndose como uno los profesores de música más preeminentes de Canadá.
García era conocido por ser tranquilo y centrado. A pesar de su modestia y discreción, es vastamente aceptado que García formó a la mayoría de músicos clásicos canadienses prominentes del siglo XX tardío. García tuvo una influencia técnica y estética decisiva en Glenn Gould, quien fue su mentor durante 10 años. García también se destacaba por su interés intelectual entusiasta y elocuencia vis-à-vis con la pintura, la poesía y la filosofía (Comte, Husserl, Sartre). "Él fue uno de los pocos músicos de quien un estudiante podía tener una vista de ideas más allá de la música" recuerda el compositor R. Murray Schafer, quien compuso En Memoriam Alberto Guerrero unos cuantos meses después de la muerte de su profesor.

## Composiciones
García era conocido como un compositor versátil en Santiago. Además de un número de trabajos de cuarto y solos de piano, escribió música para 4 o 5 operetas y zarzuelas (ahora perdidos) producido en Chile entre 1908-1915. Después de inmigrar a Canadá, el trabajo de García se centró en la pedagogía musical, sin perjuicio de seguir componiendo posteriormente. Colaboró con su mujer Myrtle Rose Guerrero como coautor en la obra La Aproximación Nueva al Piano (2 volúmenes, 1935–1936), y en 1937 publicó dos trabajos de piano (Tango y Mares Del sur).

## Alumnado

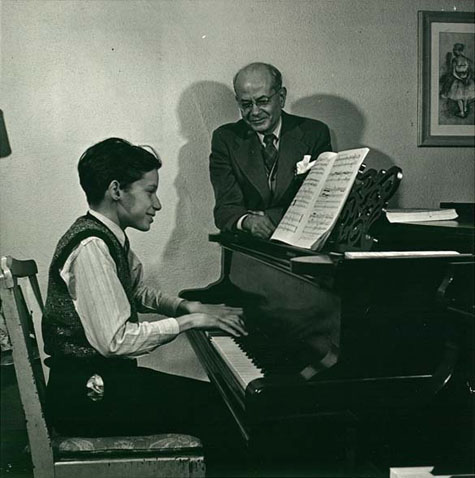
Alberto García con su estudiante Glenn Gould, Toronto (1947)

Como miembro prominente de los círculos de música en Santiago y más tarde en el Conservatorio de Música de Toronto, García influyó generaciones de estudiantes de la vida musical de Chile, Canadá, y más allá. Lo que sigue es una lista incompleta:
- William Aide
- John Beckwith
- Joan Bell
- Helmut Blume
- Gwendoly Duchemin
- Ray Dudley
- Jeanette Fujarczuk
- Dorothy Sandler Glick
- Glenn Gould
- Myrtle Rose Guerrero (segunda esposa)
- Stuart Hamilton
- Paul Helmer
- Horace Lapp
- Edward Laufer
- Gordana Lazarevich
- Pierrette LePage
- Jean Lyons
- Edward Magee
- Ursula Malkin
- Bruce Mather
- John McIntyre
- Gordon McLean
- Gerald Moore
- Oscar Morawetz
- Laurence Morton
- Arthur Ozolins
- George Ross
- Domingo Santa Cruz Wilson
- R. Murray Schafer
- Oleg Telizyn
- Malcolm Troup
- Neil Van Allen
- Ruth Watson Henderson
- Grace Irene Hunt McDonald
- Gayle Sharlene Brown

## Registros
Glenn Gould: Sus Primeros Registros (1947@–1952). Artistas de vídeo Internacionales 1198 (2001).